# Daily Mail
El Daily Mail és un diari sensacionalista britànic publicat des de 1896 per Lord Northcliffe. Se'l considera el segon diari de més venda del Regne Unit després The Sun. El 1982 va aparèixer la seva versió dominical sota el nom de The Mail on Sunday. Les edicions escoceses i irlandeses del diari es varen llançar el 1947 i el 2006 respectivament. El Daily Mail va ser el primer diari de la Gran Bretanya orientat al "mercat de classe mitjana-baixa" aparegut després de la llei d'educació de 1870, ja que combinava "un preu baix amb molts concursos, premis i trucs publicitaris promocionals", i el primer diari britànic en vendre un milió de còpies per dia. Ha estat, des del seu llançament, un diari per a dones, essent el primer a proporcionar trets especialment per a elles, i és encara l'únic diari britànic amb més d'un 50% de lectors femenins.